# Костас, Давид
Дави́д Ко́стас Корда́ль (исп. David Costas Cordal; род. 26 марта 1995 года в Виго) — испанский футболист, защитник клуба «Реал Овьедо».

## Клубная карьера
Давид является воспитанником «Сельты». Он прошёл через все юношеские категории этого клуба. В сезоне 2013/14 молодой игрок был переведён в первую команду. Его дебют в чемпионате Испании состоялся 25 августа 2013 года. Это был матч против клуба «Реал Бетис», где «Сельта» одержала победу со счётом 2-1. С момента своего дебюта Давид стал регулярно попадать в состав, в своём дебютном сезоне он провёл пятнадцать матчей.